# Melanaphis pyraria
Melanaphis pyraria är en insektsart som först beskrevs av Giovanni Passerini 1862.  Melanaphis pyraria ingår i släktet Melanaphis och familjen långrörsbladlöss. Arten är reproducerande i Sverige. Inga underarter finns listade i Catalogue of Life.